# 川上站
- 關於位於樺太豐榮郡豐北村的樺太廳鐵道川上線的車站，請見「本川上站」。
- 關於位於長野縣南佐久郡，JR小海線的車站，請見「信濃川上站」。

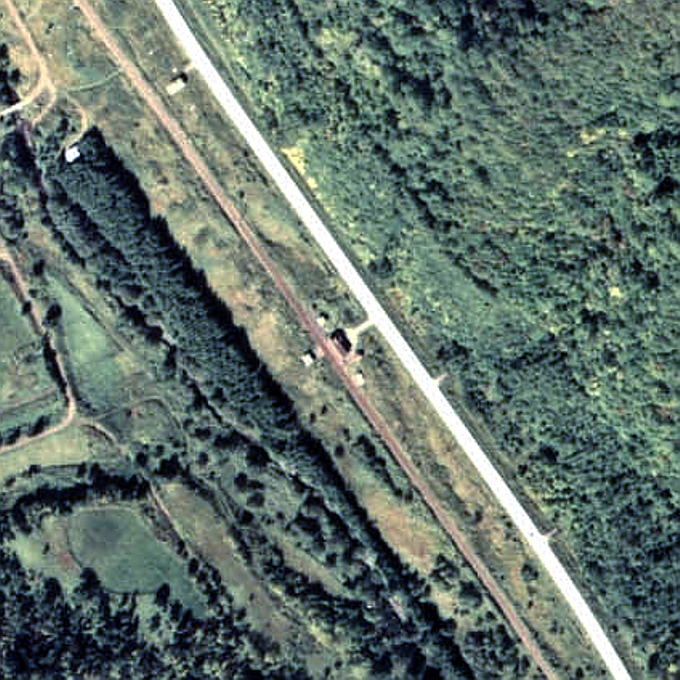
1977年國鐵池北線時代的川上站與方圓500米範圍。左上方是北見方向。當時設有1面1線的單式月台。在很早的時期所有側線已經撤走，因此看不到任何側線的痕蹟，曾經車站後方設有貨物積卸線。車站大樓旁邊靠近池田一方設有貨物月台和引込線。此站是木材遷出站，車站周邊都有伐木場。

川上站（日语：／ Kawakami eki */?）是位於北海道足寄郡陸別町字利別川上，北海道池北高原鐵道的故鄉銀河線車站（廢站）。隨著故鄉銀河線廢線，車站在2006年（平成18年）4月21日廢除。

## 歷史
設置此站的目的是為了運送木材資源。此站於1920年啟用。根據在1924年（大正13年）紀錄市區情況，市區人口150人，周邊人口1,350人，總共有300戶住在此區。
在昭和初期前，車站後方靠近利別川一方設有富士製紙的流送木材陸揚網場。在1923年（大正12年），一年總上下車人次為29,000人（平均每日約80人）。此外在第二次世界大戰後，陸別營林署使用此站作伐採事業。後來隨著轉用貨車運輸，加上木材需求低迷等原因，於昭和30年代後期，周邊開始變為無人地帶，使用人次開始減少。在國鐵時代末期，使用人次更錄得0人。
川上站周邊的最低氣溫曾經錄得負30度，為日本數一數二的極寒地帶而知名。大學的社團在附近曾進行「抗寒訓練營」。
- 1920年（大正9年）6月1日 - 鐵道省網走本線淕別站至小利別站之間開設此站[1][2][3]，當時為一般車站[2]。
- 1949年（昭和24年）6月1日 - 日本國有鐵道成立，成為日本國有鐵道車站。
- 1961年（昭和36年）4月1日 - 池田至北見之間改名為池北線，成為池北線車站[11][12]。
- 1962年（昭和37年）9月10日 - 車站無人化[13]。
- 1987年（昭和62年）4月1日 - 伴隨國鐵分割民營化，車站由北海道旅客鐵道（JR北海道）營運。
- 1989年（平成元年）6月4日 - 北海道池北高原鐵道繼承池北線[11][14][15][16][17][18][19]。
- 2006年（平成18年）4月21日 - 故鄉銀河線全線廢除[4][20]，此站也廢除。

## 車站構造
截至車站廢除前，此站是地面車站，設有1面1線的單式月台。當時還有一座木製車站大樓，模樣與大正9年時建造的車站大樓差不多，後來在廢除車站時撒走。另外，截至車站廢除前，部分普通列車通過此站。

## 車站周邊
周邊完全沒有民居。截至車站廢除前，車站數十米外設有一間鐵路官舍。車站附近設有手提電話發射站。
- 國道242號（日语：国道242号）
- 北海道北見巴士（日语：北海道北見バス） 川上巴士站
- 利別川（日语：利別川）

## 相鄰車站
北海道池北高原鐵道
故鄉銀河線
分線－川上－小利別

## 注腳
1. 1 2  田中和夫（監修）. . 上巻 国鉄・JR線. 北海道新聞社（編集）. 2002-07-15: 314–315頁,318–319頁. ISBN 978-4-89453-220-5. ISBN 4-89453-220-4 （日语）.
2. 1 2 3  《官報》 1920年05月19日 鉄道省告示第7号 （页面存档备份，存于）（國立國會圖書館）
3. 1 2  《JR釧路支社》 p. 82
4. 1 2 3  北見現代史編集委員会（編集）. . 北見市: 981頁. 2007-01 （日语）.
5. 1 2  1948年（昭和23年）撮影航空写真　USA-R351-79（日語）（國土地理院 地圖、航空相片參閲服務）
6. ↑  《10年》 p. 104
7. ↑  北海道案内　高橋理一郎編　地方振興事績調査会出版　1924年（大正13年）発行 （页面存档备份，存于）（國立國會圖書館數碼化收藏）
8. ↑  陸別町鄉土書叢第4卷「叢樹にいどむ」 （陸別町，1993年）
9. ↑  陸別町史 通史編 P.508 （陸別町，1994年）
10. ↑  《北の銀河鉄道》p.155 （佐藤正之 著，日本評論社，1996年） ISBN 4-535-58218-1
11. 1 2   田中和夫（監修）. . 上巻 国鉄・JR線. 北海道新聞社（編集）. 2002-07-15: 236–237頁. ISBN 978-4-89453-220-5. ISBN 4-89453-220-4 （日语）.
12. ↑  《JR釧路支社》 p. 96
13. ↑  《JR釧路支社》 p. 97
14. ↑  田中和夫（監修）. . 下巻 SL・青函連絡船他. 北海道新聞社（編集）. 2002-12-05: 222頁–223頁. ISBN 978-4-89453-237-3. ISBN 4-89453-237-9.
15. ↑  北見現代史編集委員会（編集）. . 北見市: 952頁,954頁. 2007-01 （日语）.
16. ↑  ふるさと銀河線10周年記念事業実行委員会（編集）. : 21–24頁、95頁. 1999-06-04 （日语）.
17. ↑  . 北海道新聞 (北海道新聞社). フォト北海道（道新写真データベース）. 1989-06-03  [2016-11-25]. （原始内容存档于2016年11月25日） （日语）.
18. ↑  《JR釧路支社》 p. 122
19. ↑  《10年》 p. 105
20. ↑  . 北海道新聞 (北海道新聞社). フォト北海道（道新写真データベース）. 2006-04-21  [2016-11-25]. （原始内容存档于2016年11月25日） （日语）.